# Star Wars: Obi-Wan
Star Wars: Obi-Wan, originariamente intitolato Star Wars: Episode I: Obi-Wan, è un videogioco di avventura dinamica sviluppato e pubblicato dalla LucasArts il 19 dicembre 2001 esclusivamente per Xbox in Nord America e il 29 marzo 2002 in Europa. Videogioco canonico soltanto per Legends, è ambientato circa trentadue anni prima della battaglia di Yavin, poco prima e durante gli avvenimenti della Minaccia fantasma. I giocatori vestono i panni del maestro Jedi Obi-Wan Kenobi.

## Modalità di gioco
In Star Wars: Obi-Wan, il giocatore controlla Obi-Wan Kenobi in una sequenza di avvenimenti precedenti e che porteranno poi alle vicende della Minaccia fantasma. Il gioco è unico in quanto il combattimento con la spada laser viene controllato utilizzando la levetta analogica destra del controller: muovendo l'analogico in una specifica direzione, Kenobi muoverà la sua spada laser nella conseguente direzione. Il protagonista ha a disposizione diversi poteri della Forza, come saltare più in alto, muovere oggetti, rallentare il tempo ecc. Oltre alla spada laser, armi come torrette e blaster possono essere utilizzate contro i nemici. Il gioco presenta una modalità multiplayer chiamata Battaglia Jedi, che permette due giocatori di scontrarsi con un personaggio sbloccato nelle missioni.

## Sviluppo
Il gioco, inizialmente chiamato Episode I: Obi-Wan, è stato annunciato il 13 maggio 1999, inizialmente previsto per PC. La rivista PC Gamer lo ipotizzò come sequel al gioco Star Wars Jedi Knight: Dark Forces II, enfatizzando al fatto del controllo della spada laser tramite mouse. Nel novembre del 2000 si passò però allo sviluppo esclusivamente per Xbox, decisione presa da George Lucas stesso, a causa della mancanza di prestazioni per PC. Il gioco riemerse nel maggio 2001 esclusivamente su Xbox, poco prima dell'E3 di quell'anno. I piani per delle modalità multiplayer e online vennero cancellate. Gli sviluppatori hanno parlato con le figure chiave coinvolte nella minaccia fantasma e hanno creato ogni livello e arco narrativo per adattarli ai confini dell'universo.

## Accoglienza
| Testata                          | Giudizio |
| -------------------------------- | -------- |
| Metacritic (media al 07-10-2024) | 58/100   |
| AllGame                          | 3/5      |
| IGN                              | 5.9/10   |

Star Wars: Obi-Wan ha ricevuto recensioni "miste" secondo il sito di aggregazione di recensioni Metacritic, con un punteggio di 58 su 100 basato su 28 critiche 
Il gioco ha vinto il premio per "Miglior suono in un gioco per console" ai Blister Awards 2001 di The Electric Playground ed è stato nominato per "La più grande delusione dell'anno".